# خوليو إدواردو
خوليو إدواردو (بالإسبانية: Julio Eduardo)‏ هو لاعب كرة قدم تشيلي، ولد في 11 يناير 1983 في تشيلي. لعب مع باليستيير خالسا.

## وصلات خارجية
- خوليو إدواردو على موقع Soccerway.com (الإنجليزية)